# Чесменска битка
Чесменска битка или Битката при Чешме е едно от най-важните морски сражения във военната история. Битката се провежда в дните 24-26 юни (5-7 юли нов стил) 1770 г. край Чешме, между руския и османския военен флот. Битката е част т.нар. морейско въстание като важен епизод в хода на Руско-турската война от 1768-1774 г., предопределил изхода ѝ с Кючуккайнарджикския мирен договор. Чесменската битка е спечелена от Русия в последния век от епохата на платното.
7 юли – денят на победата на Русия в тази битката се чества като един от дните на войнската слава на Русия.